# NGC 78
NGC 78 ist ein Galaxienpaar im Sternbild Pisces, das etwa 250 Millionen Lichtjahre von der Milchstraße entfernt ist. 
Das Objekt wurde im Jahre 1876 vom dänischen Astronomen Carl Frederick Pechüle entdeckt.